# Збараж (Вороняки)
Збараж  — геологічно-ботанічна пам'ятки природи, гора на низькогірному пасмі Вороняки Подільської височини.

## Розташування
Є складовою комплексної пам'ятки природи «Триніг» Національного природного парку «Північне Поділля». Розташована при дорозі між селами Переліски і Літовище Бродівського району, Львівської області.

## Опис
На території комплексної пам'ятки природи «Триніг» окрім кам'яного валуна «Триніг» на горі Триніг на схилах гори Збараж є також інші віковічні скелі, що є залишками старих гір з глибини Сарматського моря, яке було теплою внутріконтинентальною водоймою й відступило кілька мільйонів років тому, на початку антропогенового періоду:
- «Мертва голова»
- «Камінь-кат» У 1923 році тут видобували каміння й один із валунів придушив каменяра. Про трагедію дев'яностолітньої давності свідчить напис, викарбуваний на кам'яній площині поруч із валуном, якого сьогодні можна бачити на горі Збараж.[1]
- «Лежачий пес»
- «Груда рихлого каміння»

## Галерея

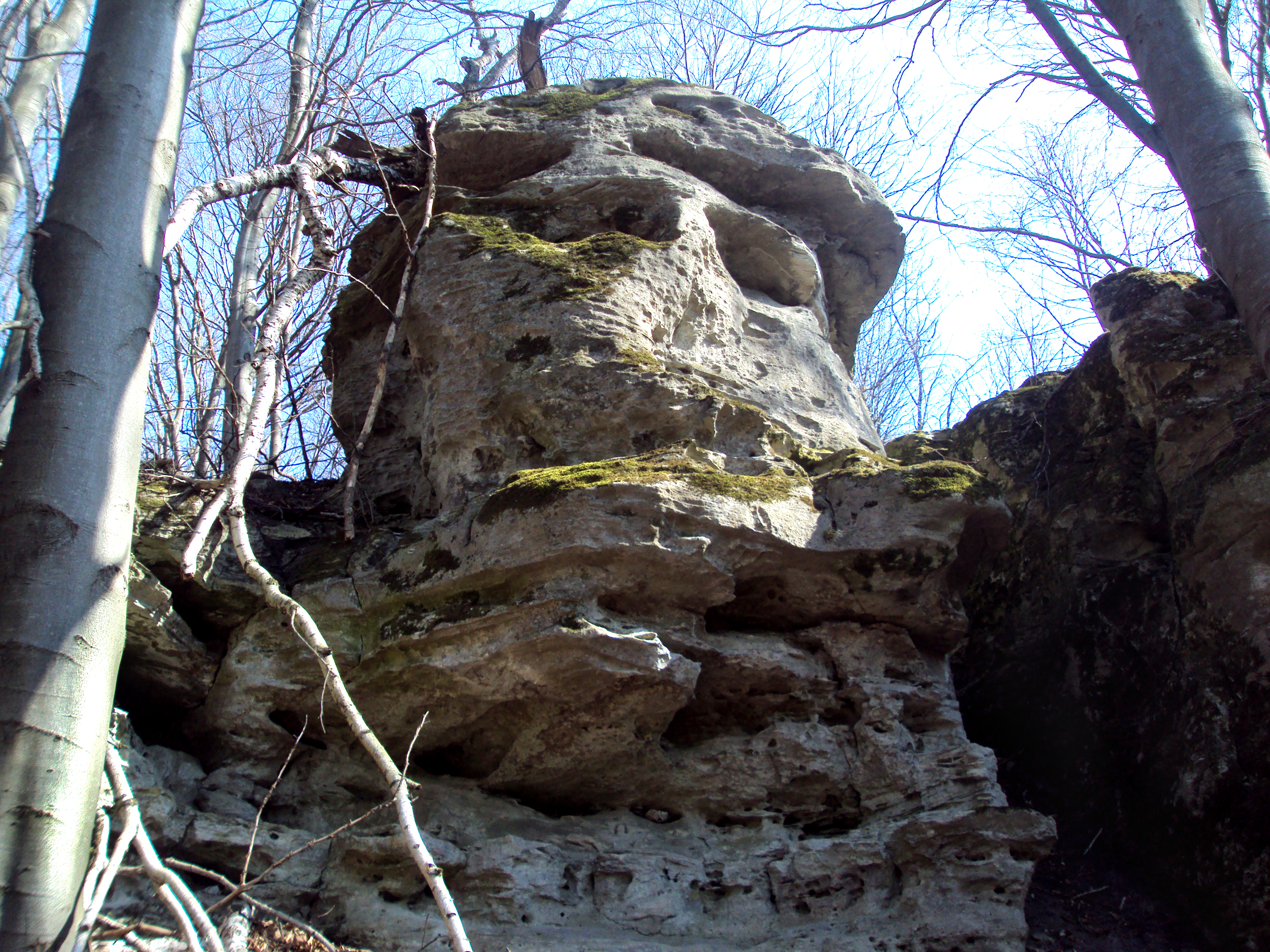
Мертва голова
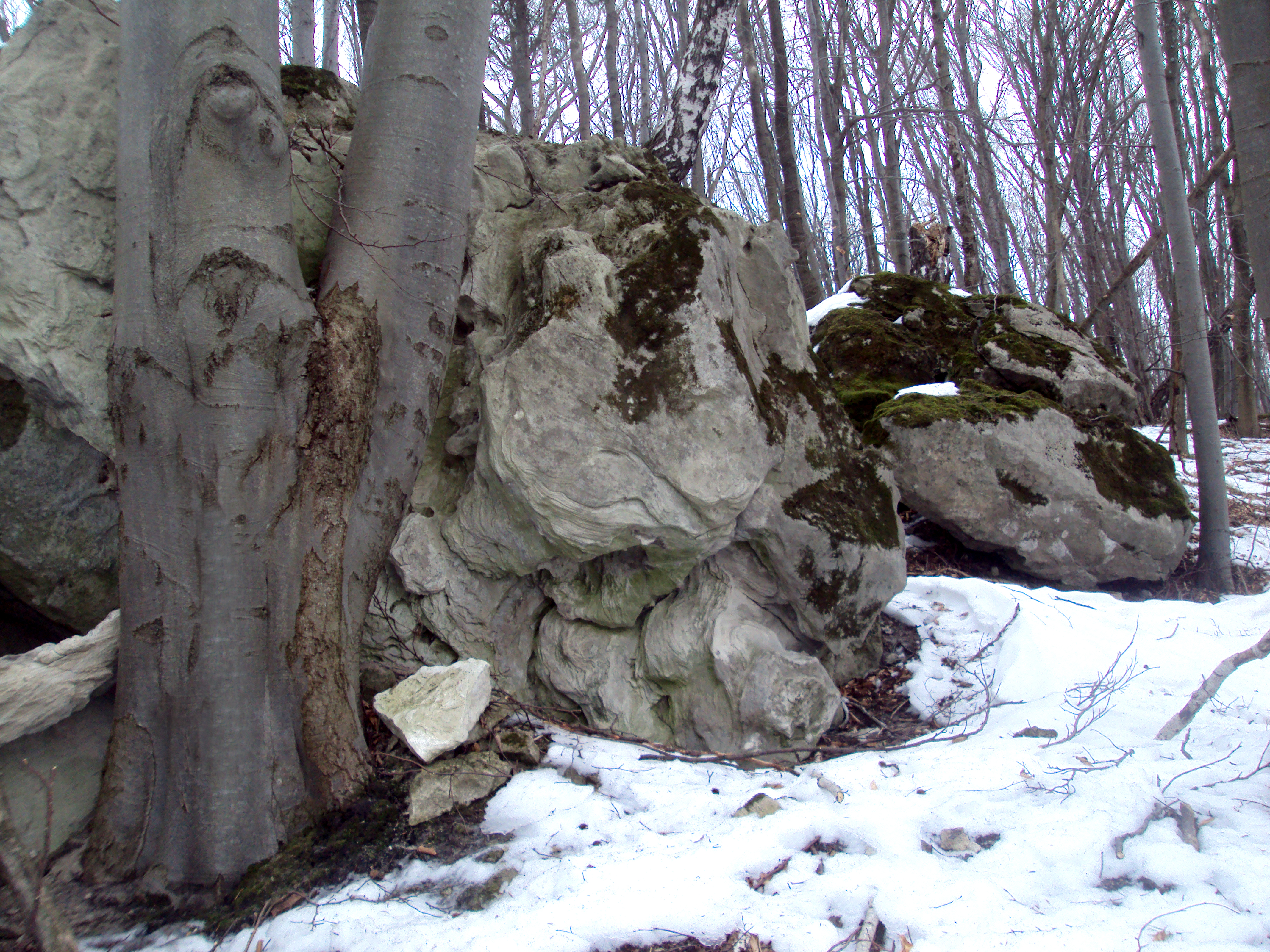
Камінь-кат